# Liudmîlpil, Volodîmîr-Volînskîi
Liudmîlpil (în ucraineană Людмильпіль) este un sat în comuna Krasnostav din raionul Volodîmîr-Volînskîi, regiunea Volînia, Ucraina.

## Demografie
Componența lingvistică a localității Liudmîlpil
     Ucraineană (98,72%)
     Rusă (1,28%)
Conform recensământului din 2001, majoritatea populației localității Liudmîlpil era vorbitoare de ucraineană (98,72%), existând în minoritate și vorbitori de rusă (1,28%).